# San Vincenzo (Genua)

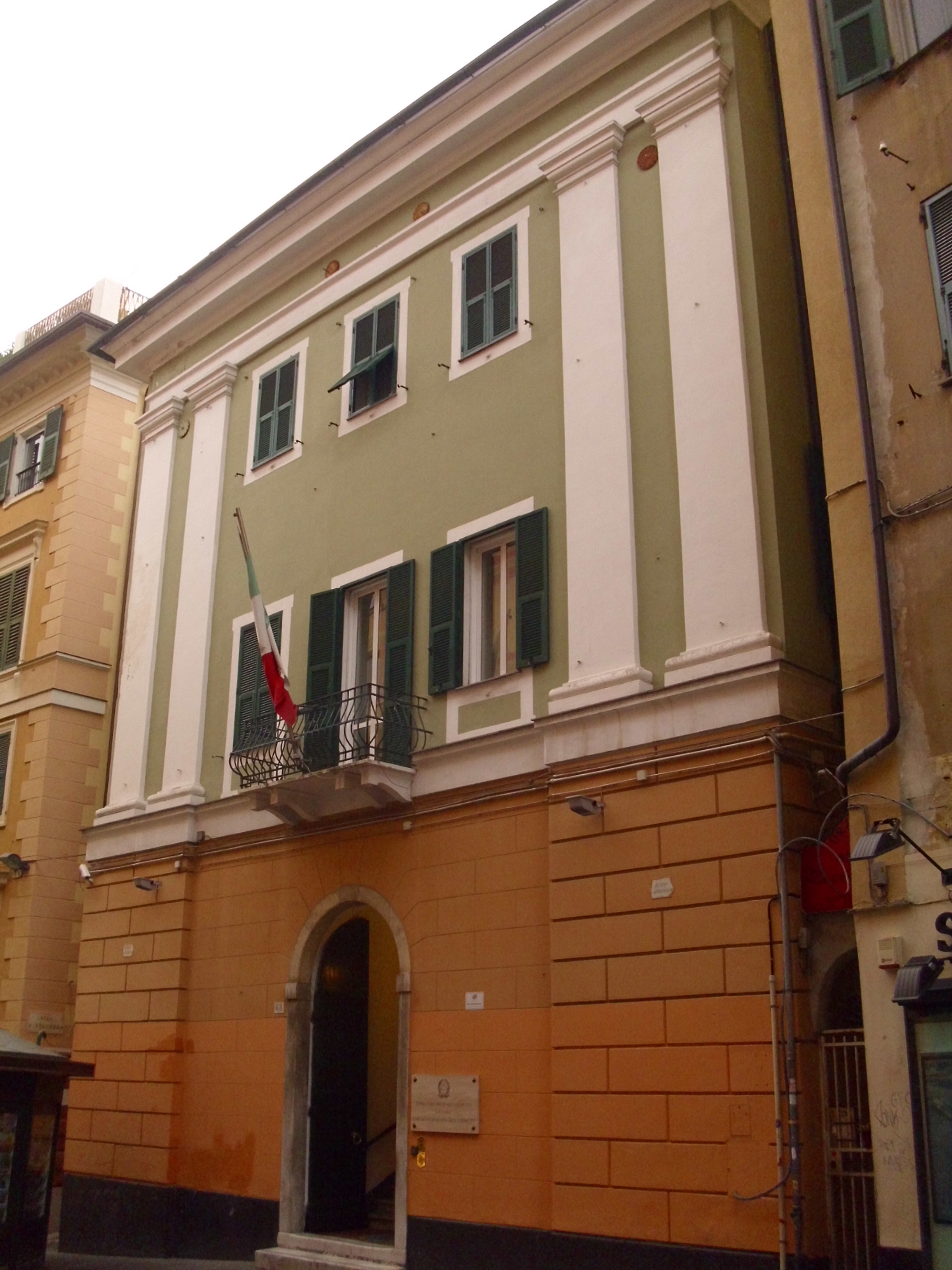
Heutige Fassade

Die Kirche San Vincenzo war eine der ältesten christlichen Kirchen in Genua. Sie befand sich im gleichnamigen Stadtteil (San Vincenzo) und war dem Heiligen Vinzenz von Valencia gewidmet, der 304 unter Diokletian und Maximian das Martyrium erlitt.
Die Kirche San Vincenzo wurde 1059 auf dem damaligen Gebiet der Familie Domoculta von Santo Stefano errichtet. Vor 1835 umfasste das Gemeindegebiet 204 Häuser, die hauptsächlich von Handwerkern bewohnt wurden.
Zu Beginn des 18. Jahrhunderts wurde die kleine romanische Kirche umgebaut, da das mittelalterliche Gebäude zu klein für das Viertel geworden war, das zu dem Gebiet innerhalb der Mura Nuove gehörte.
Da es drinnen zu wenig Platz gab, waren zu dieser Zeit die Gläubigen – soweit bekannt – gezwungen, auf dem Kirchhof unter freiem Himmel zu stehen, um die Messe zu hören. Doch auch nach dem Umbau des Gebäudes reichten die Kapazitäten im Verhältnis zur Einwohnerzahl des Viertels nicht aus, so dass ein Teil der Gemeindemitglieder in die damals neu gegründete Pfarrei Borgo Incrociati wechselte.
Anfang des 19. Jahrhunderts übertrug Kardinalerzbischof Giuseppe Maria Spina, der auch Staatssekretär von Papst Pius VI. war, die Pfarrei auf die nahe gelegene Kirche Consolazione, die Kirche der Augustiner, welche großartige Ausmaße hatte, auch wenn sie nicht vollständig fertiggestellt wurde. Diese neue Kirche übernahm im Laufe des Jahrhunderts den Titel und das Vermögen der alten Kirche von San Vincenzo.
Die aus einem einschiffigen Gebäude bestehende Kirche verfügte am Ende ihres Bestehens nur über fünf Altäre, obwohl es in der Vergangenheit mehr gegeben haben muss. Es müssen zu viele gewesen sein, denn 1582, als Monsignore Francesco Bossi (Bischof von Novara) als apostolischer Visitator nach Genua kam, befahl er im Rahmen der Visitationen, die im Geiste der Gegenreformation zur Modernisierung und Vereinheitlichung des Gottesdienstes nach den Vorgaben der Kirche durchgeführt wurden, alle Altäre mit Ausnahme des Hauptaltars und der beiden Altäre, die dem Heiligen Nikolaus und den Heiligen Petrus und Paulus geweiht waren, abzureißen.
Die in der Kirche vorhandenen Kunstwerke stammten von verschiedenen Künstlern, darunter Pasquale Bocciardo, Agostino Ratti, Giovan Battista Santacroce, Francesco Schiaffino und Lazzaro Tavarone.
Ratti gehörte nicht nur zu den Künstlern, die die Kirche dekorierten, sondern wurde 1775 auch dort begraben.
Zu den weiteren Gräbern gehört das von Bartoloni Maroni von Reggio, dem Erzbischof, der die Kirche 1233 geweiht hatte.
Francesco Giscardi, ein Memorienschreiber, welcher der Kongregation vom Oratorium des heiligen Philipp Neri angehörte, die selige Virginia Centurione Bracelli, Gründerin des nahe gelegenen Brignoline-Instituts, und der Doge Lorenzo De Mari, der von 1744 bis 1746 im Amt war, wurden hier getauft.
Während der Pestepidemie von 1656–1657 infizierten sich der Pfarrer Strato und der Kurator Bartolomeo Binasco bei der Betreuung der Kranken.
Rektor der Kirche war 1751 Pfarrer Giulio Ravenna, der nach seiner Tätigkeit als Konsultor des Heiligen Offiziums und Rektor der Universität Bischof von Aléria auf Korsika wurde.
Unter den Reliquien befanden sich ein Finger und der Kopf des Heiligen Vinzenz. Letztere war im Besitz von Kardinal Adriano Fieschi. Im Jahr 1858 gingen sie an die kreuztragenden Patres der Kamillianer über, die sie 1873 der Vinzentinischen Kirche schenkten.
Nachdem die Kirche ihren Titel als Pfarrei verloren hatte, wurde sie schließlich an den Staat abgetreten, der dort eine militärische Garnison einrichtete. Der Architekt Giovanni Battista Resasco, der die Nachfolge von Carlo Barabino als Stadtarchitekt antrat und dessen Entwürfe fortsetzte, veränderte sie grundlegend.
Resasco baute das Gebäude im spätklassizistischen Stil um. Er ließ das Mauerwerk der Seitenfassaden stehen (so dass man in der kleinen Gasse neben der ehemaligen Kirche, dem späteren Offiziersgebäude, eine ungewöhnliche Ausrichtung der Dachlinie erkennen kann, die auf die Front der früheren Kapellen mit schrägen Dächern zurückzuführen ist). Die Fassade wurde stark verändert, und im unteren Teil wurde ein Quadersockel errichtet, während der obere Teil von einer riesigen Säulenordnung eingerahmt wird, die an der Firstlinie mit einem horizontalen Gesims abgeschlossen wird. Der Innenraum wurde aufgestockt, um für die neue Funktion geeignete Räume zu erhalten.
In der alten Kirche, die zu einem Repräsentationsgebäude umgebaut wurde, hatte zunächst das Zivilingenieurbüro und später das Militärgericht seinen Sitz. Das heute noch bestehende Büro ist der Sitz des Offiziersclubs der Garnison.
Koordinaten: 44° 24′ 22,5″ N, 8° 56′ 27,5″ O